# Ángel Trinidad de Haro

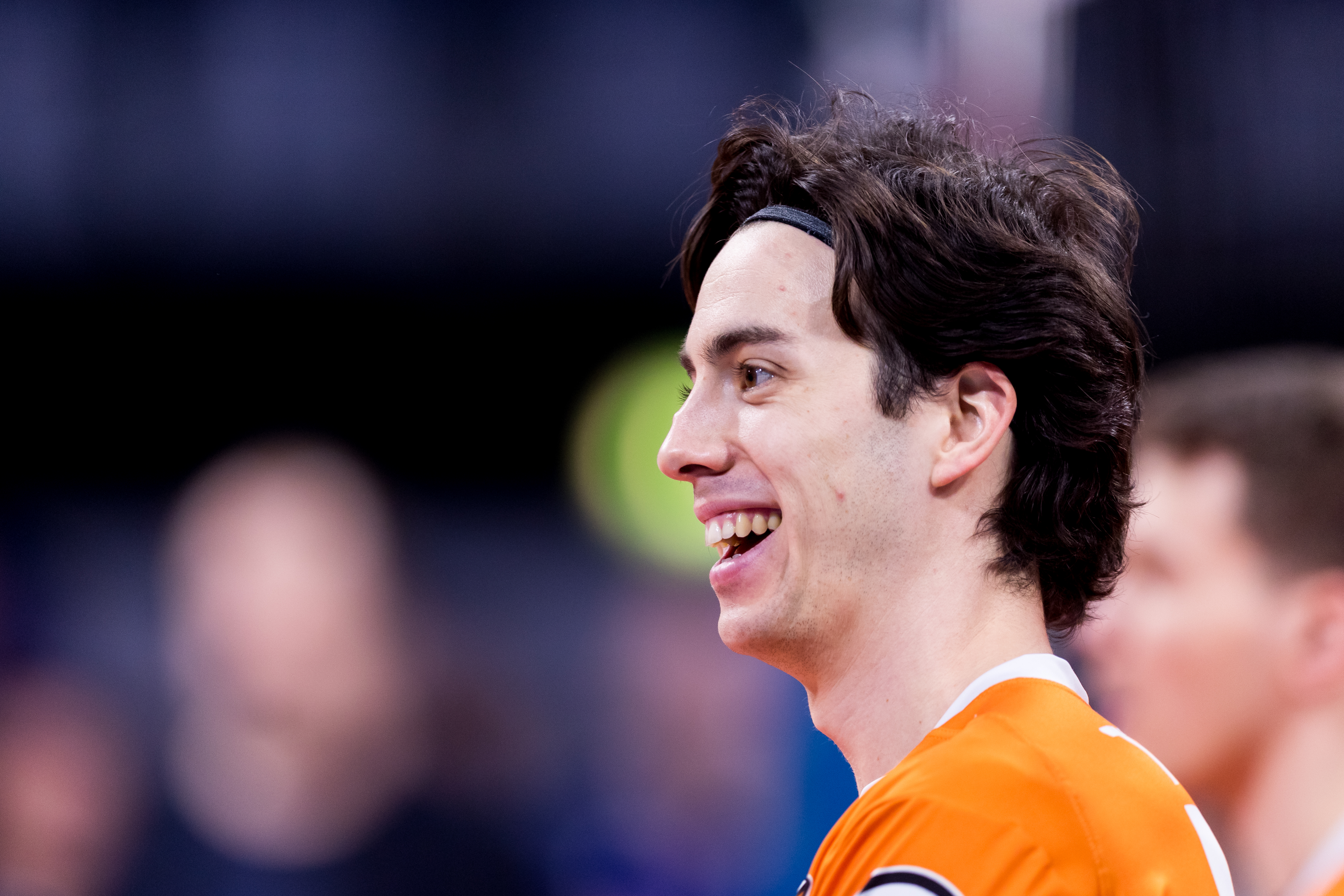
Ángel Trinidad de Haro zawodnikiem klubu Berlin Recycling Volleys w sezonie 2022/2023

Ángel Trinidad de Haro (ur. 27 marca 1993 w Marbelli) – hiszpański siatkarz, reprezentant Hiszpanii, grający na pozycji rozgrywającego. 

## Kariera klubowa
| Lata      | Klub                                           |
| 2008–2013 | Unicaja Almería                                |
| 2013–2014 | Tonno Callipo Calabria Vibo Valentia           |
| 2014–2015 | TV Bühl                                        |
| 2015–2018 | Knack Roeselare                                |
| 2018–2020 | Tours VB                                       |
| 2020–2022 | Verva Warszawa Orlen Paliwa / Projekt Warszawa |
| 2022–2023 | Berlin Recycling Volleys                       |
| 2023–2024 | Gioiella Prisma Taranto                        |
| 2024–     | CV Guaguas Las Palmas                          |

## Sukcesy klubowe
Liga hiszpańska:
- 2013, 2025[6]

Puchar Belgii:
- 2016, 2017, 2018

Liga belgijska:
- 2016, 2017
- 2018

Puchar Francji:
- 2019

Liga francuska:
- 2019

Liga polska:
- 2021

Superpuchar Niemiec:
- 2022[7]

Puchar Niemiec:
- 2023[8]

Liga niemiecka:
- 2023[9]

Superpuchar Hiszpanii:
- 2024[10]

Puchar Króla Hiszpanii:
- 2025[11]

## Sukcesy reprezentacyjne
Mistrzostwa Świata Kadetów:
- 2011[12]

Mistrzostwa Europy Juniorów:
- 2012[13]

Igrzyska Śródziemnomorskie:
- 2018